# Виноградный (Курский район)
Виногра́дный — упразднённый в 2023 году хутор в Курском районе (муниципальном округе) Ставропольского края России.

## География
Расстояние до краевого центра: 280 км.
Расстояние до районного центра: 47 км.

## История
До 16 марта 2020 года посёлок входил в упразднённый Галюгаевский сельсовет.
26 мая 2023 года упразднён Постановлением Правительства Ставропольского края.

## Население
| 1989 | 2002 | 2010 | 2014 | 2021 |
| ---- | ---- | ---- | ---- | ---- |
| 130  | ↘0   | →0   | →0   | ↗2   |

## Памятники
- Братская могила советских воинов, погибших в боях с фашистскими захватчиками. 1942—1943, 1948 года[10].